# André Matswa
André Grenard Matsoua ma Ngoma (ou Matswa ou encore  Matsua; 17 janvier 1899 – 13 janvier 1942) est un homme politique du Congo-Brazzaville (Congo Français et Moyen-Congo à l'époque coloniale) avant l'indépendance en 1960.
Selon les récits historiques et la tradition orale Kongo (du Congo-Brazzaville), André Grenard Matsoua a été un homme doué naturellement, fin stratège politiquement, ce qui lui a valu de s'échapper à deux reprises en prison. 
Il est fondateur du mouvement politique social "Amicale" fondé avec plusieurs grandes figures africaines de l'époque à Paris en 1926 qui avait pour but l'émancipation des Peuples Noirs, et du mouvement politique "Mikale" fondé particulièrement à Boukounzo boua Lami (Région du Pool, Sud-est du Congo-Brazzaville actuel) par ses compagnons de route. Ce deuxième mouvement avait pour but de lutter pour l'indépendance du Congo Français (Actuel Congo-Brazzaville).

## Biographie: Matsoua comme l'un des précurseurs de la lutte indépendantiste du Congo-Brazzaville actuel
Né en 1899 à Mandzaka-Kinkala dans la région du Pool, André Matswa est l'aîné de sa famille, son père N'Goma et sa mère N'Kusu (N'Koussou en français). Il reçoit une formation catholique à M'Bamou chez
les pères du Saint-Esprit et devient catéchiste à la mission de Kindamba dans la région de M'Pangala-Mayama dans le Pool, où il jouit d'une popularité croissante auprès des villageois et des employés de la mission. Mais ses préoccupations dépassent le plan strictement religieux, et il s'intéresse davantage aux rapports entre Blancs et Noirs dans les Colonies et à l'avenir de sa région, le Congo. Curieux et soucieux de s'aguerrir intellectuellement il abandonne son apostolat pour Brazzaville.
De 1919-1921 se fait remarquer par ses pairs dans des réunions où il étonne par sa connaissance des problèmes socio-politiques de la région du Pool et du Moyen-Congo, sa réputation dépasse alors très vite Bacongo. Son ambition est de partir pour la France, il est refoulé une première fois à Anvers puis Bordeaux, obtient finalement un laissez-passer provisoire pour Marseille en 1923 et intègre le 22e régiment des Tirailleurs sénégalais au printemps 1925. Il sert ensuite pendant la Guerre du Rif et est promu sous-officier.
De retour de la guerre, il s'installe à Paris en 1926 comme comptable à l'hôpital Laennec et suit des cours du soir destinés aux «indigènes» des colonies. C'est par la connaissance d'autres émigrés noirs, pour la plupart intellectuels, qu'il fréquente les cercles parisiens de gauche où se chuchotent les idéaux nouveaux contre les injustices et les brimades de la colonisation. On y parle d'André Gide et de son Voyage au Congo, de Leo Frobenius et de son Histoire de la civilisation africaine du Noir, de René Maran auteur du célèbre roman Batouala, paru en 1921. Il rencontre l'Antillais Jules Alcandre, directeur du journal Europe-Colonies, avec lequel il se lie d'amitié. Dans l'un de ces salons on lui conte l'histoire du Dahoméen Kojo Tovalou Houénou qui a servi durant la Première Guerre mondiale et crée une mouvance de protestation contre le régime colonial et de lutte pour l'amélioration des conditions des colonisés.
Matsawa est donc si influencé par les idées de ces milieux qu'il se construit une éducation politique, prend le nom de « Grénard » et fonde à Paris, en juillet 1926, l'Amicale des originaires de l'Afrique-Équatoriale française, popularisée plus tard en Afrique sous l'appellation « Mikalé» destinée à « secourir les Noirs libérés du service militaire en France », société d'entraide très classique qui met en avant des objectifs éducatifs et surtout se défend de toute prise de position politique. Le programme de cette association vise à former une élite africaine, surtout congolaise dans le but de hâter l'évolution de l'Afrique centrale.
Son désir est d'obtenir l'indépendance de son pays par des moyens pacifiques. Un des soucis constants de Matswa est d'axer son combat sur l'égalité afin que son mouvement ait plus d'impact.
Avec cette amicale il tient à former une élite politique en vue d'entamer le dialogue avec le gouvernement colonial. Parmi les membres à la création de l'association il y a : Constant Balou, Pierre Kinzonzi, Pierre N'Ganga, Lucien Tchicaya, Kangou.
Les délégués envoyés au Congo pour faire connaître les buts de l'amicale seront arrêtés. Puis c'est au tour de Matswa qui est arrêté en décembre 1929, condamné en avril 1930 à trois ans de prison et dix ans d'interdiction de séjour au Moyen-Congo. Grénard et ses compagnons sont déportés à la prison de Fort-Lamy à N'Djaména au Tchad. Néanmoins, l'œuvre de Matswa est considérable. Le nombre des amicalistes habitant en A.E.F est de 13.000, à partir de Brazzaville le siège social, d'autres sections sont créées à Libreville, Bangui et Léopoldville.
Les arrestations de Matsoua et des membres de l'amicaliste provoquent des contestations et des mouvements de grèves importants dans la région de Brazzaville. Certains chefs traditionnels, principalement Lari, mènent les mouvements. En mai 1930, Brazzaville est paralysée, les chantiers sont vides, les employés de l'administration, les commis des grandes maisons de commerce, cuisiniers, maîtres d'hôtels ont quitté leur travail. Les marchés de la ville principalement tenues par la communauté Lari sont fermés et ces troubles menacent de handicaper la ville de Pointe-Noire dont l'approvisionnement en manioc dépend de Brazzaville. L'administration coloniale use de représailles et d'arrestations. Les chefs sont expulsés et renvoyés dans leurs villages. Quelques personnes connues sous le nom de « flatteurs noirs » dénoncent aux autorités les meneurs des troubles, qui persistent. Le 14 juillet 1930 est boycotté et la place de la mairie de Brazzaville est vide. Le gouverneur de L'A.E.F de l'époque Raphaël Antonetti intensifie le travail forcé et dissout l'amicale qui devient une association clandestine.
Les sympathisants de Matswa et amicalistes reprennent espoir avec la désignation comme gouverneur d'Édouard-Renard, qui va attirer la sympathie pour sa gouvernance plus souple et son ouverture à l'évolution des conditions et statuts des colonisés. Une de ses mesures est d'annuler la dissolution de l'amicale et d'autoriser aux amicalistes une liberté d'action totale. Mais lorsque son avion, qui devait rejoindre le Tchad en mars 1935, s'écrase à Boloko, au Congo belge, cela est perçu comme un complot de la part des amicalistes qui croyaient à une rencontre entre le gouverneur et Matsoua.
Matsoua surprend tout le monde lorsqu'il s'échappe de prison le 17 septembre 1935 et atteint Jos au Nigeria. Le gouverneur François-Joseph Reste de Roca, qui a remplacé Renard, réclame son extradition aux autorités britanniques qui refusent. Malade, Matswa décide de repartir au Tchad. Il est arrêté à Berbérati, réussit à s'échapper de nouveau et atteint le Congo belge en passant par Bangui. Il est recueilli par Prosper Mahoukou, un des leaders de l'amicale au Congo belge qui lui met en contact d'autres pairs, et cela lui permet d'organiser et de redéfinir les lignes de conduite de l'association.
Les amicalistes cotisent les fonds nécessaires au voyage de Matsoua pour la France. Il retourne donc à Paris avec un nom d'emprunt codé « André M'Bemba Loukéko-Kivoukissi» (qui signifieraient sauveur-libérateur). Il change plusieurs fois de domicile car il est surveillé par la police française. Il est difficile de savoir si c'est par loyauté où par crainte de la justice française qu'il s'engage pour la seconde fois en 1939.
Au front, Matsoua est blessé au début de l'année 1940, opéré et soigné à l'hôpital militaire Beaujon à Paris, lorsqu'il est sur le point de repartir à la guerre à la fin de sa convalescence, deux gendarmes arrêtent Matswa le 3 avril 1940.
Il est extradé au Congo et condamné en février 1941 à la prison et aux travaux à perpétuité. Il meurt dans des conditions suspectes en janvier 1942 dans la prison de Mayama.
Le groupe Lari à l'époque refuse d'admettre cette mort qui les priverait d'un leader politique qui œuvre aussi pour l'essor de ce groupe sur la scène politique congolaise. Certains de ses sympathisants attendent son retour et cette attente aboutit au développement de cultes et d'un mysticisme autour de la personne d'André Grénard Matsoua.
Homme politique avisé et lucide, Matswa n'avait sans doute pas pressenti ni voulu après sa mort, une déification et la création par ses compatriotes d'un mouvement religieux portant son nom : le Matswanisme.
Le combat d'André Grénard Matswa s'inscrit dans la lignée des mouvements de contestation menés par des nationalistes et syndicaux africains dans les années de l'entre-deux guerres (1919-1939), contre le système colonial et militent pour l'indépendance.

## Influence posthume
Les circonstances de la mort et de la mise en sépulture d'André Matswa n'ont jamais été élucidées, ce qui a pu contribuer à mettre en cause l'administration coloniale, et, plus fondamentalement, à répandre la croyance qu'il était toujours en vie: Kambo tata matswa ba mu hondélé, / kua lu widi é ko kua kena é (On vous a dit que Matswa a été tué, / Vous avez entendu, il est toujours vivant). La personnalité de Matswa, qui n'a eu d'action que civile, est transformée en martyr, son nom étant alors associé au culte organisé autour de Simon Kimbangu.
L'Amicale, dont les membres considèrent bientôt Matswa comme leur messie, se transforme rapidement en un mouvement politique et religieux, le matswanisme, qui prend une part importante dans la lutte anti-coloniale.
Après l'indépendance, des hommes politiques congolais de diverses tendances ont tenté de tirer profit de la popularité de la figure de Matswa : ce sera le cas des présidents Fulbert Youlou, Alphonse Massamba-Débat, et Denis Sassou-Nguesso, aussi bien que de l'insurgé Bernard Kolélas.

## Citations
- "S'il t'était demandé de choisir entre ta Mère et ta Patrie, sauve d'abord ta Patrie. Car si ta mère mourait, tu aurais besoin de terre pour l'ensevelir, et en sauvant la Patrie, elle sera ta terre et celle de tes descendants".